# Força Aérea Brasileira
Die brasilianischen Luftstreitkräfte, seit Mai 1941 als Força Aérea Brasileira (FAB) bezeichnet, sind mit 67.500 Soldaten die zweitgrößte Teilstreitkraft der brasilianischen Streitkräfte und gleichzeitig die größten Luftstreitkräfte Lateinamerikas. Die Teilstreitkraft wurde am 20. Januar 1941 gegründet.

## Aufstellung

### Stützpunkte
Es gibt 22 Stützpunkte.

#### Seefernaufklärer
Die Seefernaufklärer vom Typ Lockheed P-3 Orion sind auf dem Stützpunkt Salvador da Bahia stationiert.

### Kunstflugteam
Die Esquadrilha da Fumaça ist die Kunstflugstaffel der Força Aérea Brasileira.

## Gliederung

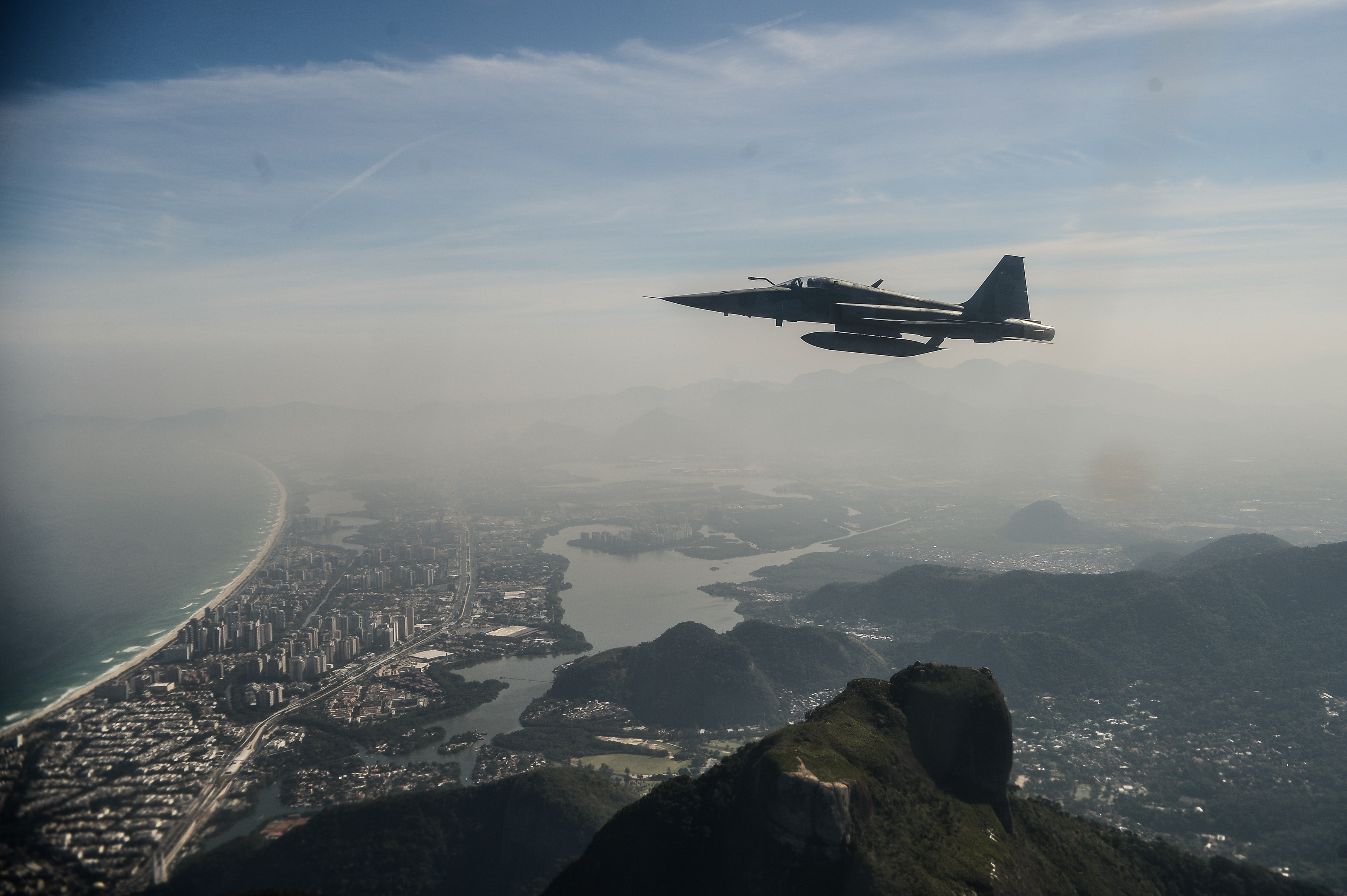
Northrop F-5.

Der Befehlshaber wird offiziell Kommandant der Luftfahrt (Comandante da Aeronáutica) genannt. Das ist ein Offizier mit dem Dienstgrad von Tenente-Brigadeiro do Ar. Das brasilianische Militärdienstgradsystem hat in Friedenszeiten nur drei Dienstgrade für General- und Admiraloffiziere. So landet dieser Dienstgrad praktisch zwischen Generalleutnant und 4-Sterne General. Ihm direkt unterstellt sind:
- drei Generalkommandos (für Lufteinsätze, [logistische] Unterstützung und Personal) mit Offizieren im gleichen Dienstgrad an den Spitzen.
- drei Departments (für Luftraumkontrolle, Ausbildung und Luftfahrtwissenschaft- und Technologie) mit Offizieren im Dienstgrad Major-brigadeiro do Ar (ungefähr zwischen Generalmajor und Generalleutnant der deutschen Luftwaffe) an den Spitzen.

Die operativen fliegenden Verbände sind in der Lufteinsatzgeneralkommando (Comando-Geral de Operações Aéreas (COMGAR)) organisiert. Es verfügt über vier Großverbände, die Luftkräfte (Força Aérea) genannt werden und etwa Luftwaffendivisionen entsprechen. An der Spitze einer Luftkraft steht ein Offizier mit dem Dienstgrad Luftbrigadier (Brigadeiro do ar), der Brigadegeneral entspricht:
- 1. Luftkraft (1ª Força Aérea (I FAe)) (Hauptquartier in Luftstützpunkt Natal, RN) Sie ist für die Fliegerverbände für fortgeschrittene Fliegerausbildung zuständig.
- 2. Luftkraft (2ª Força Aérea (II FAe)) (Hauptquartier in Rio de Janeiro, RJ) Sie ist für die Hubschrauberverbände, Seeüberwachungsverbände und für die Rettungseinheiten zuständig. Die 2. Luftkraft koordiniert die Zusammenarbeit mit der Marine.
- 3. Luftkraft (3ª Força Aérea (III FAe)) (Hauptquartier in Brasília, DF) Sie ist für die Jagdfliegerverbände, Luftraumüberwachung und die taktische Luftaufklärung zuständig.
- 5. Luftkraft (5ª Força Aérea (V FAe)) (Hauptquartier in Rio de Janeiro, RJ) Sie ist für die taktische Lufttransportverbände und für Luftbetankung zuständig. Die 5. Luftkraft koordiniert die Zusammenarbeit mit dem Heer.

Unter dem Lufteinsatzgeneralkommando kommen noch sieben regionale Luftwaffenkommandos (Comando Aéreo Regional (COMAR)), die etwa den Militärdistrikten des Heeres oder den Marinedistrikten entsprechen. Sie sind für die Infrastruktur und für die Sicherung TSK-eigner Objekten zuständig. Jedes regionale Luftwaffenkommando hat mindestens eine Verbindungs- und Unterstützungsstaffel und ein Luftwaffeninfanteriebataillon (aus Luftwaffeninfanterie-, Luftwaffenpolizei- und Luftwaffenfeuerwehrkompanien) und wird von einem Offizier im Dienstgrad Major-brigadeiro do Ar geführt.
- I. regionales Luftwaffenkommando (Primeiro Comando Aéreo Regional (I COMAR)) (Hauptquartier in Belém, PA, für die Bundesstaaten Pará, Amapá und Maranhão zuständig)
- II. regionales Luftwaffenkommando (Segundo Comando Aéreo Regional (II COMAR)) (Hauptquartier in Recife, PE, für die Bundesstaaten Piauí, Ceará, Rio Grande do Norte, Paraíba, Pernambuco, Alagoas, Sergipe und Bahia zuständig)
- III. regionales Luftwaffenkommando (Terceiro Comando Aéreo Regional (III COMAR)) (Hauptquartier in Rio de Janeiro, RJ, für die Bundesstaaten Rio de Janeiro, Minas Gerais und  Espírito Santo zuständig)
- IV. regionales Luftwaffenkommando (Quarto Comando Aéreo Regional (IV COMAR)) (Hauptquartier in São Paulo, SP, für die Bundesstaaten São Paulo und Mato Grosso do Sul zuständig)
- V. regionales Luftwaffenkommando (Quinto Comando Aéreo Regional (V COMAR)) (Hauptquartier in Canoas, RS, für die Bundesstaaten Rio Grande do Sul, Santa Catarina und Paraná zuständig)
- VI. regionales Luftwaffenkommando (Sexto Comando Aéreo Regional (VI COMAR)) (Hauptquartier in Brasília, DF, für den Bundeshauptstadtbezirk und die Bundesstaaten Goiás, Mato Grosso und Tocantins zuständig)
- VII. regionales Luftwaffenkommando (Sétimo Comando Aéreo Regional (VII COMAR)) (Hauptquartier in Manaus, AM, für die Bundesstaaten Amazonas, Roraima, Acre und Rondônia zuständig)

### Fliegerkräfte

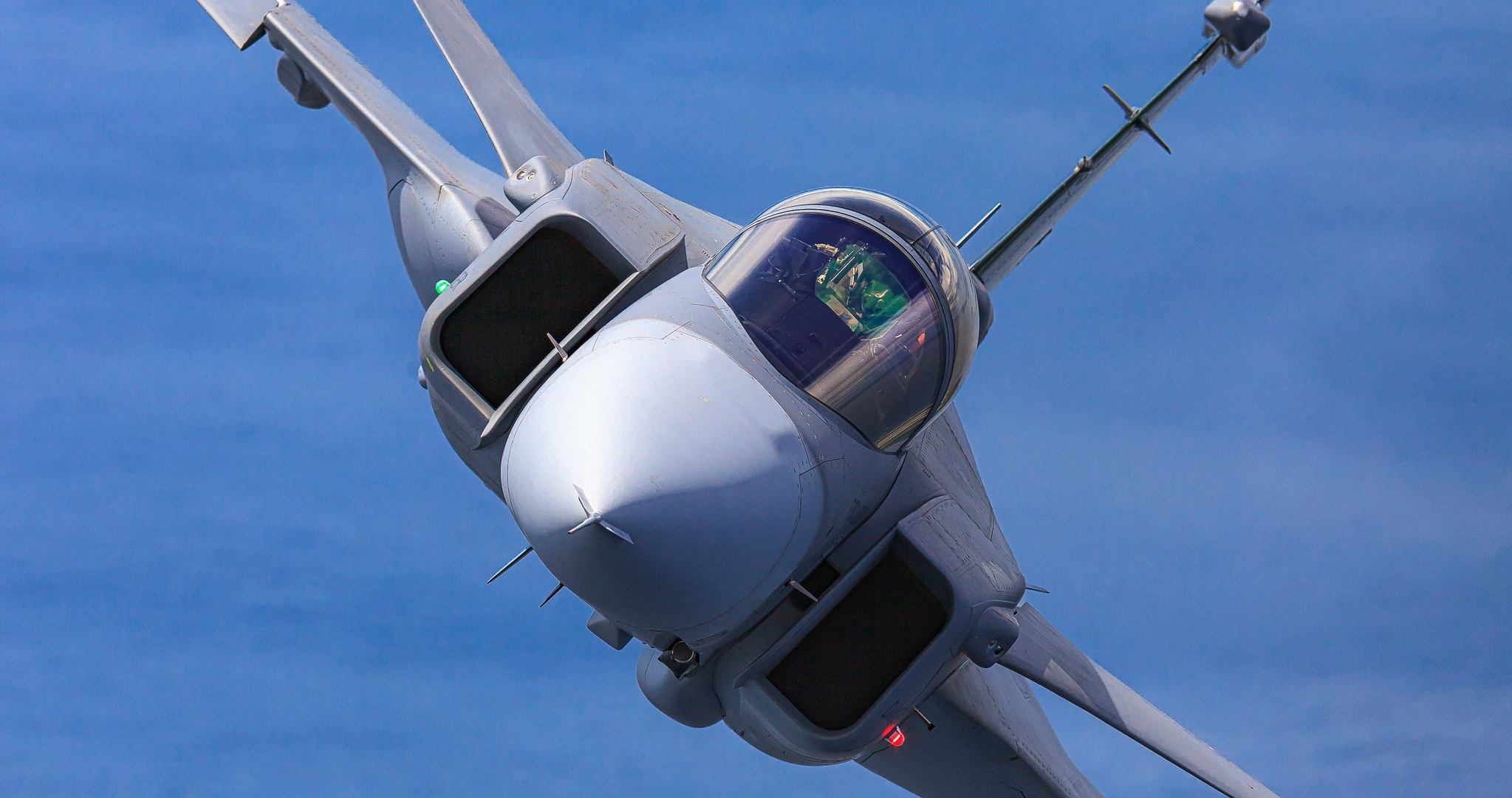
F-39E Gripen

Die operativen Kräfte werden kategorienspezifische Fliegergruppen (grupos de aviação) gegliedert. Sie sind den vier Luftkräften unterstellt. Dazu kommen noch sieben regionale Lufttransportstaffeln (eine für jedes regionale Luftstreitkräftekommando) und spezielle Gruppen für Präsidentielle Lufttransport, Fluguntersuchungen, Kalibrieren von zivilen Lufttransportradaren usw., die von den operativen Kommandos getrennt sind. Die Gruppen verschiedener Kategorien an einem Standort werden inzwischen in der Regel zu einem Geschwader (ala) zusammengefasst (siehe nächster Abschnitt).
- Jagdflieger
  - 1º Grupo de Defesa Aérea „Jaguar“ (1. Fliegerabwehrgruppe, Base Aérea de Anápolis) – verantwortlich für die Luftverteidigung von der Hauptstadt Brasilia.
  - 1° Grupo de Aviação de Caça (1. Jagdfliegergruppe, Base Aérea de Santa Cruz) – verantwortlich für die Luftverteidigung von der zweitgrößten brasilianischen Stadt Rio de Janeiro.
  - 4° Grupo de Aviação (4. Fliegergruppe, Base Aérea de Manaus) – verantwortlich für die Luftverteidigung des Amazonasgebiets.
  - 14° Grupo de Aviação (14. Fliegergruppe, Base Aérea de Canoas) – verantwortlich für die Luftverteidigung der größten brasilianischen Stadt São Paulo mit ihrer starken Industrie, der südlichen Grenze Brasiliens und der größten Heeresgruppierung, die traditionell in den südlichen Bundesstaaten stationiert ist.
  - 10° Grupo de Aviação (10. Fliegergruppe, Base Aérea de Santa Maria, 1 SAR-Staffel in Base Aérea de Campo Grande) – die Jagdfliegergruppe,  die mit der Luftunterstützung der größten Heeresgruppierung in den südlichen Bundesstaaten betraut ist.
- Leichtkampfflieger
  - 3° Grupo de Aviação (3. Fliegergruppe, Base Aérea de Boa Vista, Base Aérea de Porto Velho, Base Aérea de Campo Grande) – die Leichtkampfgruppe der FAB, die drei generelle Aufgaben erfüllt: I. Unterbrechung von Drogenhandel in geographisch entfernten Gebieten In Amazonien; II. Überwachung von den rohstoffreichen Gebieten in Nord- und Westbrasilien; III. Erfahrung für frisch aus der Akademie ankommenden Kampfpiloten, die danach zu den Düsenjägern fortschritten.
- Aufklarungsflieger
  - 6° Grupo de Aviação (6. Fliegergruppe, Base Aérea de Anápolis) – die Luftraumüberwachung- (1. Staffel) und Bodenradarüberwachungsgruppe (2. Staffel) der FAB. Sie arbeitet eng mit den Düsenjägern und den Leichtkampfflugzeugen zusammen.
  - 7° Grupo de Aviação (7. Fliegergruppe, Base Aérea de Salvador, Base Aérea de Canoas, Base Aérea de Belém) – die Seeüberwachungsgruppe der FAB. Im Gegensatz zu Ländern wie Frankreich, Deutschland, Indien usw., wo die Marineflieger mit dieser Aufgabe betreut sind, sind die Landgestützten Flugzeuge ein Teil der Luftstreitkräfte (wie Großbritannien, Australien, Italien usw.). Die Flugzeuge der Brasilianische Marineflieger sind beschränkt zu den Typen, die flugzeugträgertauglich sind, und die Hubschrauber zu denen, die als Bordhubschrauber auf den Kampfschiffen dienen oder die Marineinfanterie direkt unterstützen. Damit sind die Hubschrauber der FAB auch mit SAR zur See nahe an der atlantischen Küste betreut.
  - 12° Grupo de Aviação (Base Aérea de Santa Maria) – unbemannte Luftfahrzeuggruppe. Sie fliegt israelische Elbit Hermes 450 Aufklärungsdrohnen.
- Transportflieger
  - 1º Grupo de Transporte de Tropa (1. Truppenlufttransportgruppe, Base Aérea do Galeão) – Die Truppenlufttransportgruppe unterstützt grundsätzlich die Fallschirmjäger und die luftbewegliche Truppen des Brasilianischen Heeres.
  - 1º Grupo de Transporte (1. Lufttransportgruppe, Base Aérea do Galeão) – Die 1. Lufttransportgruppe ist für die Lufttransportaufgaben in Südostbrasilien und für Luftbetankung mit KC-130H verantwortlich.
  - 2º Grupo de Transporte (2. Lufttransportgruppe, Base Aérea do Galeão) – Die 2. Lufttransportgruppe ist für die Lufttransportaufgaben mit Düsenairlinerflugzeigen und für Luftbetankung mit KC-767 verantwortlich.
  - 9° Grupo de Aviação (9. Fliegergruppe, Base Aérea de Manaus) – Die 9. Fliegergruppe ist für die Lufttransportaufgaben in Nordwestbrasilien mit CASA C.295 verantwortlich.
  - 15° Grupo de Aviação (15. Fliegergruppe, Base Aérea de Campo Grande) – Die 15. Fliegergruppe ist für die Lufttransportaufgaben in Südwestbrasilien mit CASA C.295 verantwortlich.
- Hubschrauberflieger
  - 8° Grupo de Aviação (8. Fliegergruppe, Base Aérea de Belém, Base Aérea de Porto Velho, Base Aérea de Santa Cruz, Base Aérea de Santa Maria, Base Aérea de Manaus) – in Brasilien haben das Heer (die Brasilianischen Heeresflieger) und die Marineinfanterie (die Brasilianischen Marineflieger) ihre eigene Luftunterstützungskomponente. Damit sind die Hubschrauber der meistens mit der Unterstützung von der FAB selbst und mit Unterstützung von der zivilen Bevölkerung betreut. Die Aufgaben der FAB-Hubschraubern unterteilen sich in: I. Unterstützung von der Luftwaffeninfanterie (Infantaria da Aeronáutica) bei der Sicherung von Luftwaffenobjekten und Lufttransportaufgaben für die FAB, II. SAR-Aufgaben (inklusiv Kampf-SAR oder CSAR-Aufgaben) und III. Hilfe für die zivile Bevölkerung mit medizinischer Luftevakuierung und Katastrophenhilfe (Hochwasser, Waldbränden usw.). Vier von den regulären Hubschrauberstaffeln sind mit diesen Aufgaben betreut. Die fünfte ist eine Kampfhubschrauberstaffel, die russische Mi-35 Kampfhubschrauber fliegt (lokal AH-2 Sabre genannt).
  - 2°/10° Grupo de Aviação (2. Staffel von 10. Fliegergruppe, Base Aérea de Campo Grande) – bei der Suche und Rettung zur See arbeiten die Hubschrauberstaffel mit den Seeüberwachungflugzeugstaffeln zusammen. Mit der Suche und Rettung im geografisch entfernten und schwererreichbaren Amazonien-Gebiet ist die 2°/10°-Staffel betreut. Im Gegensatz zu den Hubschrauberstaffeln ist die 2°/10° grundsätzlich mit SAR und CSAR beauftragt. Dafür ist sie mit der Luftlanderettungsstaffel (Esquadrão Aeroterrestre de Salvamento (EAS) mit Fallschirmjäger-SAR-Truppen und populär als PARA-SAR erkannt) in Campo Grande Luftstützpunkt zusammenbasiert. Die 2°/10° ist eine gemischte Staffel, die beide Flugzeuge und Hubschraube fliegt.
- Leichttransportflieger
  - 1°-7° ETA (Base Aérea de Belém, Base Aérea do Recife, Base Aérea do Galeão, Base Aérea de São Paulo, Base Aérea de Canoas, Base Aérea de Brasilia, Base Aérea de Manaus) – wegen der riesigen Landmasse Brasiliens verfügt die FAB über sieben regionale Lufttransportstaffel, die grundsätzlich als Verbindungsstaffel funktionieren, bringen Personal zwischen die geografisch entfernte Stützpunkte der Luftstreitkräfte. Als Nebenaufgabe helfen sie der zivilen Bevölkerung mit medizinischer Luftevakuierung und Katastrophenhilfe.
- Fortschrittausbildungsflieger
  - 5º Grupo de Aviação (Base Aérea de Natal, Base Aérea de Fortaleza) – Flächenflieger. Nach der Absolvierung der FAB-Akademie werden die neuen Flugzeugpiloten in der 1°/5° (für Kampfpiloten) und 2°/5° (in Fortaleza für Transportpiloten) taktisch ausgebildet, bevor sie in den regulären Flugzeugstaffeln landen.
  - 11º Grupo de Aviação (Base Aérea de Natal) – Hubschrauberstaffel. Nach der Absolvierung der FAB-Akademie werden die neuen Hubschrauberpiloten in der 1°/11° taktisch ausgebildet, bevor sie in den regulären Hubschrauberstaffeln landen.

### Bodenkräfte

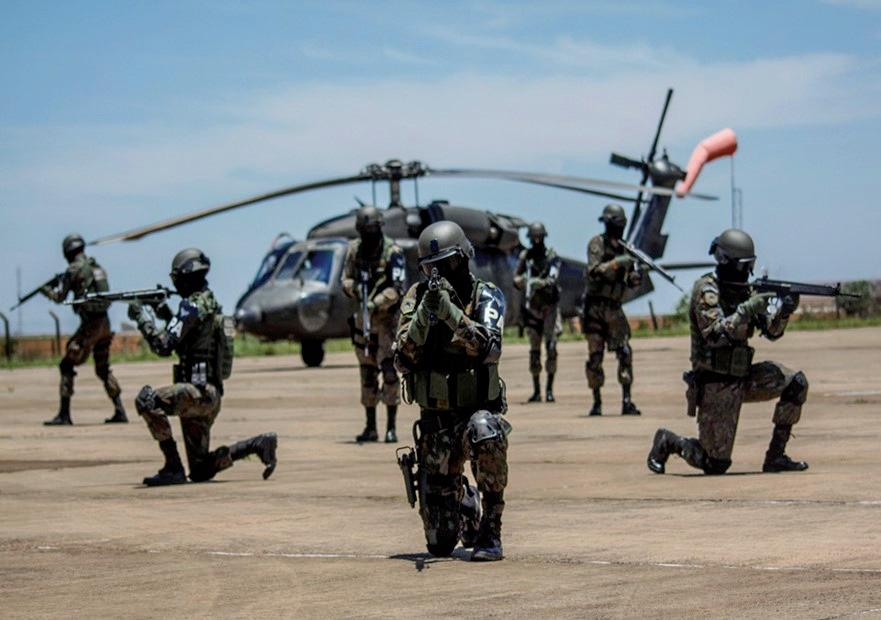
Infanterie der brasilianischen Luftwaffe.

Die Brasilianische Luftstreitkräfte verfügen über ihre eigene Bodenkräfte, ähnlich zum britischen RAF-Regiment und zum Objektschutzregiment der deutschen Luftwaffe. Força Aérea Brasileira entstand im Jahr 1941 durch die Vereinigung der Heeres- und Marinefliegerkräfte des Landes. Zu dieser Zeit wurden das Heer und die Marine durch selbstständige Ministerien administriert. Mit der Gründung der FAB entstand noch ein drittes Ministerium dazu – das Luftfahrtministerium. Diese Militärstruktur machte die Zusammenarbeit der Teilstreitkräften fast unmöglich und damit verloren die Luftstreitkräfte ihre infanteristische Sicherungseinheiten. Dafür wurden erstmals sechs Gardeinfanteriekompanien (Companhias de Infantaria de Guarda) in Belém, Fortaleza, Recife, Galeão, Natal und Salvador. Die Kompanien wurden von Fliegeroffizieren geführt.
In den 50er Jahren wurden auch Luftfahrtpolizeikompanien (Companhias de Polícia da Aeronáutica) formiert und als Luftwaffeninfanterie kategorisiert. Da das Luftfahrtministerium beide für Militär- und Zivilfliegerei zuständig war, waren diese MP-Kompanien neben Militärdisziplin und Sicherung von Luftwaffenobjekten auch mit der Sicherung von zivilen Flughäfen beauftragt. Im 1980 war die Gardeinfanterie in Luftfahrtinfanterie (Infantaria da Aeronáutica) umbenannt und in 1983 wurden die Kräfte in Garde- und Sicherungsbataillonen (Batalhões de Guarda e Segurança) und Luftfahrtpolizeibataillonen (Batalhões de Polícia da Aeronáutica) neu organisiert. In den 1990er wurden die zwei verschiedene Bataillonentypen wieder in unifizierten Bataillonen von Dazu wurden in geografisch entfernten Gebieten Isolierte Luftfahrtinfanteriekompanien (Companhias de Infantaria da Aeronáutica Isoladas), in welchen Garde- und Militärpolizeizüge zusammengebracht wurden. In den Bataillonen wurden auch neu aufgestellte Selbstverteidigungsflugabwehrkompanien (Companhias Antiaéreas de Autodefesa) eingegliedert. Diese Kompanien sind mit Waffen von Fliegerfaust-Typ ausgerüstet – russische 9K38 Igla und seit 2014 auch schwedische RBS-70 Systeme.
In den 1990er wurde auch ein spezialisiertes taktisches Ausbildung- und Entwicklungszentrum formiert – Luftfahrtzentrum für Bodeneinsätze (Centro de Operações Terrestres da Aeronáutica (COTAR)). Im Jahr 2002 wurde die speziale Luftlanderettungsstaffel (Esquadrão Aeroterrestre de Salvamento (PARA-SAR)) administrativ in diesem Zentrum eingegliedert.
Im Jahr 2014 wurden die Selbstverteidigungsflugabwehrkompanien aus den Bataillonen herausgezogen und in drei Gruppen in der neuen 1. Flugabwehrverteidigungsbrigade (1a Brigada de Defesa Antiaérea) organisiert. Diese Brigade ist nicht mit der 1. Flugabwehrartilleriebrigade des Brasilianischen Heeres zu verwechseln. Die 1. Flugabwehrverteidigungsbrigade ist ein Luftwaffengroßverband und ist mit der Luftverteidigung von Luftwaffenobjekten beauftragt. Sie ist generell mit Fliegerfaustwaffen ausgerüstet. Die 1. Flugabwehrartilleriebrigade ist ein Heeresgroßverband und ist mit der Luftverteidigung von Heeresobjekten und Brigaden beauftragt. Sie verfügt auch über Fliegerfaustwaffen, ist jedoch generell mit 40 mm L-70 Bofors Flugabwehrkanonen ausgerüstet. Beide Brigaden sind in dem nationalen Luftverteidigungssystem Brasiliens (SISDABRA) integriert und werden bei Massenveranstaltungen wie den Olympischen Spielen und der Fußballweltmeisterschaft eingesetzt.

#### Gliederung
Im Jahr 2017 besteht die brasilianische Luftfahrtinfanterie grundsätzlich aus drei Komponenten:
- dem Luftwaffenhaupteinsatzkommando (Comando-Geral de Operações Aéreas (COMGAR)) direkt unterstellt:
  - Luftfahrtzentrum für Bodeneinsätze (Centro de Operações Terrestres da Aeronáutica (COTAR))
    - Luftlanderettungsstaffel (Esquadrão Aeroterrestre de Salvamento (PARA-SAR)) (dem Zentrum nur administrativ unterstellt, operationell kommt die Staffel unter den Befehlen von II. Força Aérea, zusammen mit den Seeüberwachungsflugzeugstaffeln und den Hubschrauberstaffeln der FAB)
- den Regionalen Luftwaffenkommandos (Comandos Aéreos Regionais) unterstellt:
  - Speziale Luftfahrtinfanteriebataillone (Batalhões de Infantaria da Aeronáutica Especial)
    - Batalhão de Infantaria de Aeronáutica Especial de Belém in Base Aérea de Belém (unter I COMAR)
    - Batalhão de Infantaria de Aeronáutica Especial de Recife in Base Aérea de Recife (unter II COMAR)
    - Batalhão de Infantaria de Aeronáutica Especial dos Afonsos in Base Aérea dos Afonsos (unter III COMAR)
    - Batalhão de Infantaria de Aeronáutica Especial do Galeão in Base Aérea do Galeão (unter III COMAR)
    - Batalhão de Infantaria de Aeronáutica Especial do Rio de Janeiro in Rio de Janeiro, RJ (unter III COMAR)
    - Batalhão de Infantaria de Aeronáutica Bandeirante de São Paulo in São Paulo, SP (unter IV COMAR)
    - Batalhão de Infantaria de Aeronáutica Especial de Canoas in Base Aérea de Canoas (unter V COMAR)
    - Batalhão de Infantaria de Aeronáutica Especial de Brasília in Base Aérea de Brasília  (unter VI COMAR)
    - Batalhão de Infantaria de Aeronáutica Especial de Manaus in Base Aérea de Manaus  (unter VII COMAR)
    - die Spezialen Luftfahrtinfanteriebataillone bestehen aus Stab, Versorgungsdienste und:
      - Luftfahrtinfanteriekompanien (Companhias de Infantaria de Aeronáutica)
      - Luftfahrtmilitärpolizeikompanien (Companhias de Polícia da Aeronáutica)
      - Feuerwehrlöschzüge und -kompanien (Pelotões (ou Companhias) de Contraincêndio (SESCINC))
      - jedes Bataillon hat auch eine Eingreifinfanteriekompanie (Companhia de Infantaria de Pronto-Emprego (CIPE)) mit einem speziell zum Terrorabwehr ausgebildeten Spezialeinsatzzug (Pelotão de Operações Especiais):
        - Pelotão Punhal / Batalhão de Infantaria de Aeronáutica Especial do Rio de Janeiro
        - Grupo Especial de Polícia da Aeronáutica (GEPA) /  Batalhão de Infantaria de Aeronáutica Especial de Canoas
        - Pelotão de Operações Especiais /  Batalhão de Infantaria de Aeronáutica Especial dos Afonsos
        - Pelotão de Operações Especiais /  Batalhão de Infantaria de Aeronáutica Especial do Galeão
        - Pelotão de Operações Especiais /  Batalhão de Infantaria de Aeronáutica Especial de Recife
        - Pelotão de Operações Especiais /  Batalhão de Infantaria de Aeronáutica Especial de Brasília
        - Pelotão de Operações Especiais /  Batalhão de Infantaria de Aeronáutica Especial de Belém
        - Pelotão de Operações Especiais /  Batalhão de Infantaria de Aeronáutica Especial de Manaus
        - Pelotão de Operações Especiais /  Batalhão de Infantaria de Aeronáutica Bandeirante de São Paulo
- dem Luftwaffenhaupteinsatzkommando (Comando-Geral de Operações Aéreas (COMGAR)) direkt unterstellte Luftverteidigungs lenkwaffeneinheiten:
  - 1. Flugabwehrverteidigungsbrigade (1ª Brigada de Defesa Antiaérea da Força Aérea Brasileira (1ª BDAAE)) (Brasília, DF)
    - 1. Flugabwehrverteidigungsgruppe (1º Grupo de Defesa Antiaérea (1º GDAAE)) (Canoas, RS)
    - 2. Flugabwehrverteidigungsgruppe (2º Grupo de Defesa Antiaérea (2º GDAAE)) (Manaus, AM)
    - 3. Flugabwehrverteidigungsgruppe (3º Grupo de Defesa Antiaérea (3º GDAAE)) (Anápolis, GO)

Laut den aktuellen Modernisierungsplänen für das FAB werden die vier Luftkräfte (Forças Aéreas, Einsatzgroßverbände) und die sieben Regionalen Luftwaffenkommandos (Comandos Aéreos Regionais, Unterstützungsgroßverbände) aufgelöst und ihre Einheiten grundsätzlich umstrukturiert. Die Luftverteidigungseinheiten (die Flugabwehrverteidigungsgruppen) und die Bodenverteidigungseinheiten (die Speziale Luftfahrtinfanteriebataillone) werden von Unterstützungs- zu Einsatzkräften umklassifiziert. Damit werden die Bataillone in Bodensicherungsgruppen transformiert und in den neuen Flügeln (Alas) zusammen mit den fliegenden Staffeln (Esquadrões) untergebracht.

### Zukünftige Gliederung
Das brasilianische Verteidigungsministerium hat beschlossen eine grundsätzliche Umstrukturierung der Luftstreitkräfte durchzuführen. Der Plan heißt Força Aérea 100 (Luftwaffe 100) und soll bis 2041 erfüllt sein. Die brasilianischen Luftstreitkräfte entstanden als unabhängige Teilstreitkraft im Jahr 1941 und so kam es zu diesem Namen. Die heutigen Luftkräfte, Regionale Luftwaffenkommandos, Luftstützpunkte usw. werden aufgelöst und die fliegenden und bodengebundenen Einsatzverbände werden neu in Geschwadern (oder Flügeln, Alas)umstrukturiert.
Die zukünftige Gliederung gestaltet sich wie folgt:

LUFTWAFFENKOMMANDO oder Luftwaffenführungsstab (Comando da Aeronáutica (COMAER))
- Luftwaffenstab (Estado-Maior da Aeronáutica (EMAER))
- Lufteinsatzkommando (Comando de Operações Aeroespaciais (COMAE))
- Vorbereitungskommando (Comando de Preparo (COMPREP))
- Generalkommando für Unterstützung (Comando-Geral de Apoio (COMGAP))
- Generalkommando für Personal (Comando-Geral de Pessoal (COMGEP))
- Department für Luftraumkontrolle (Departamento de Controle do Espaço Aéreo (DECEA))
- Department für Luftfahrtwissenschaft- und Technologie (Departamento de Ciência e Tecnologia Aeroespacial (DCTA))
- Sekretariat für Ökonomie, Finanz und Administration der Luftwaffe (Secretaria de Economia, Finanças e Administração da Aeronáutica (SEFA))

Die fliegenden und Bodenverbände werden in den folgenden Geschwadern organisiert:

Lufteinsatzkommando (Comando de Operações Aeroespaciais (COMAE))
- Ala 1 (Brasília, DF)
- Ala 2 (Anápolis, GO)
- Ala 3 (Canoas, RS)
- Ala 4 (Santa Maria, RS)
- Ala 5 (Campo Grande, MS)
- Ala 6 (Porto Velho, RO)
- Ala 7 (Boa Vista, RR)
- Ala 8 (Manaus, AM)
- Ala 9 (Belém, PA)
- Ala 10 (Natal, RN)
- Ala 11 (Galeão, RJ)
- Ala 12 (Santa Cruz, RJ)
- Ala 13 (São Paulo, SP)
- Ala 14 (Salvador, BA)
- Ala 15 (Recife, PE)

Vorbereitungskommando (Comando de Preparo (COMPREP))

Vorgeschobene Luftstützpunkte (Bases de Desdobramento):
- Fortaleza, CE
- Santos, SP
- Florianópolis, SC
- Afonsos, RJ

## Übungen

### Cruzex
Die brasilianischen Luftstreitkräfte sind der Gastgeber der größten südamerikanischen Luftstreitkräfte-Übung Cruzex. Seit 1999 findet diese Übung unregelmäßig und mit unterschiedlichen Teilnehmern statt.
- Cruzex I, 1999
- Cruzex II
- Cruzex III, 2006, Teilnehmer:  Brasilien,  Argentinien,  Chile,  Uruguay,  Venezuela,  Frankreich
- Cruzex IV, 2008, Teilnehmer:  Brasilien,  Chile,  Uruguay,  Venezuela,  Frankreich
- Cruzex V, 2010, Teilnehmer:  Brasilien,  Chile,  Uruguay,  Frankreich,  Vereinigte Staaten
- Cruzex VI, 2013, Teilnehmer:  Brasilien,  Chile,  Uruguay,  Vereinigte Staaten,  Kolumbien,  Venezuela,  Ecuador,  Kanada

Neben dieser Übung nimmt Brasilien auch an vergleichbaren Übungen anderer südamerikanischer Staaten teil.

## Aktuelle Ausrüstung

### Luftfahrzeuge
Diese Liste, Stand Ende 2022, enthält die Luftfahrzeuge der brasilianischen Luftstreitkräfte. Die Ausrüstung umfasst Maschinen, die sich noch im Einsatz befinden, bestellt oder geplant sind.
| Flugzeug                       | Foto           | Herkunft           | Verwendung                          | Version          | Aktiv          | Bestellt       | Anmerkungen |
| Kampfflugzeuge                 | Kampfflugzeuge | Kampfflugzeuge     | Kampfflugzeuge                      | Kampfflugzeuge   | Kampfflugzeuge | Kampfflugzeuge | Kampfflugzeuge |
| ------------------------------ | -------------- | ------------------ | ----------------------------------- | ---------------- | -------------- | -------------- | --- |
| AMX Ghibli                     |                | Italien Brasilien  | Jagdbomber                          | AMX-AAMX-T1      | 46             |                | |
| EMB 314 Super Tucano           |                | Brasilien          | Mehrzweckkampfflugzeug              |                  | 30             |                | |
| F-5E Tiger II                  |                | Vereinigte Staaten | Jagdflugzeug                        | F-5EM            | 42             |                | |
| Saab JAS 39 Gripen             |                | Schweden           | Mehrzweckkampfflugzeug              | F-39E            | 2              | 26             | Weitere 72 sind geplant. Ein Testflugzeug wurde im September 2020 geliefert. Die ersten beiden Serienflugzeuge wurden im April 2022 ausgeliefert. |
| Flugzeuge für Spezialmissionen |                |                    |                                     |                  |                |                | |
| C-295 Persuader                |                | Spanien            | Search and Rescue                   |                  | 5              |                | |
| EMB 110 Bandeirante            |                | Brasilien          | AufklärungsflugzeugSeefernaufklärer |                  | 312            |                | |
| ERJ 145                        |                | Brasilien          | AWACS                               | Embraer R-99     | 5              |                | |
| ERJ 145                        |                | Brasilien          | Aufklärungsflugzeug                 |                  | 3              |                | |
| Learjet 35                     |                | Vereinigte Staaten | Aufklärungsflugzeug                 |                  | 6              |                | |
| P-3 Orion                      |                | Vereinigte Staaten | Seefernaufklärer                    | P-3AM            | 3              |                | |
| Tankflugzeuge                  |                |                    |                                     |                  |                |                | |
| KC-130                         |                | Vereinigte Staaten | Tankflugzeug                        | KC-130M          | 2              |                | |
| Airbus A330 MRTT               |                | Europäische Union  | Tankflugzeug                        |                  | 1              | 1              | Ehemalige Zivilflugzeuge, werden als Tankflugzeug umgerüstet.                                                                                     |
| Transportflugzeuge             |                |                    |                                     |                  |                |                | |
| C-130 Hercules                 |                | Vereinigte Staaten | Transportflugzeug                   | C-130M           | 8              |                | |
| C-390 Millennium               |                | Brasilien          | Transportflugzeug                   |                  | 5              | 14             | |
| C-295 Persuader                |                | Spanien            | Transportflugzeug                   |                  | 9              |                | |
| Cessna 208 Caravan             |                | Vereinigte Staaten | Transportflugzeug                   |                  | 30             |                | |
| EMB 110 Bandeirante            |                | Brasilien          | Transportflugzeug                   |                  | 45             |                | |
| EMB 120 Brasilia               |                | Brasilien          | Transportflugzeug                   |                  | 19             |                | |
| ERJ 145                        |                | Brasilien          | Transportflugzeug                   |                  | 6              |                | |
| Phenom 100                     |                | Brasilien          | Transportflugzeug                   |                  | 2              | 2              | |
| Geschäftsreiseflugzeuge        |                |                    |                                     |                  |                |                | |
| A320                           |                | Europäische Union  | VIP                                 | A319             | 1              |                | Wird als brasilianische Air Force One genutzt. |
| Embraer 190                    |                | Brasilien          | VIP                                 |                  | 3              |                | [ 3 ] |
| Raytheon Hawker 800            |                | Vereinigte Staaten | VIP                                 | 800XP            | 4              |                | [ 3 ] |
| Schulflugzeuge                 |                |                    |                                     |                  |                |                | |
| AMX Ghibli                     |                | Italien/ Brasilien | Schulflugzeug                       | AMX-T            | 8              |                | |
| EMB 312 Tucano                 |                | Brasilien          | Schulflugzeug                       |                  | 102            |                | |
| EMB 314 Super Tucano           |                | Brasilien          | Schulflugzeug                       |                  | 62             |                | |
| F-5E Tiger II                  |                | Vereinigte Staaten | Schulflugzeug                       | F-5FM            | 4              |                | |
| Saab JAS 39 Gripen             |                | Schweden           | Schulflugzeug                       | F-39F            |                | 8              | |
| Hubschrauber                   |                |                    |                                     |                  |                |                | |
| H225M Caracal                  |                | Frankreich         | Mehrzweckhubschrauber               |                  | 12             | 4              | |
| UH-60 Black Hawk               |                | Vereinigte Staaten | Mehrzweckhubschrauber               | S-70UH-60LUH-60M | 16             |                | Weitere 3 Maschinen sind geplant. |
| Schulungshubschrauber          |                |                    |                                     |                  |                |                | |
| H125 Écureuil                  |                | Frankreich         | Schulungshubschrauber               | H125M            | 20             | 12             | |
| Unbemannte Luftfahrzeuge       |                |                    |                                     |                  |                |                | |
| Elbit Hermes 450               |                | Israel             | Aufklärungsdrohne                   |                  | 4              |                | [ 13 ] |
| Elbit Hermes 900               |                | Israel             | Aufklärungsdrohne                   |                  | 1              |                | [ 14 ] |
| IAI Heron                      |                | Israel             | Aufklärungsdrohne                   |                  | 2              |                | [ 15 ] [ 3 ] |

### Waffensysteme
Luft-Luft-Raketen:
- MAA-1 Piranha ()
- R.550 Magic 2 ()
- Python-3 ()
- Python-4 ()
- Derby ()
- Super 530F ()

Luft-Boden-Raketen:
- MAR-1 ()

Seezielflugkörper:
- AM39 Exocet ()